# Dorothea Beale

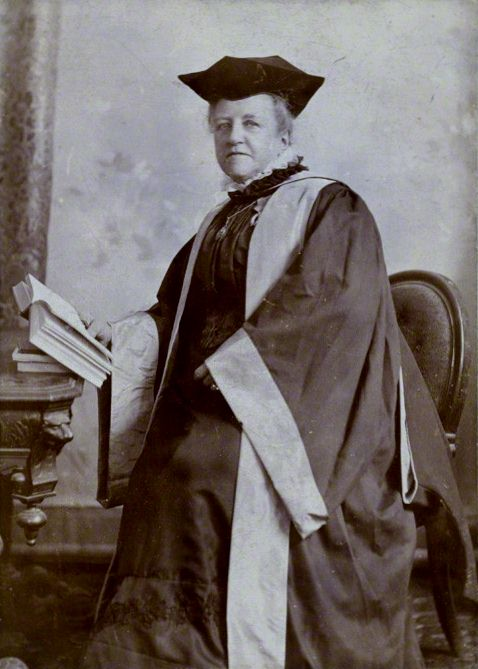
Dorothea Beale

Dorothea Beale (* 21. März 1831 in London; † 9. November 1906 in Cheltenham, England) war eine englische Mathematikerin, Hochschullehrerin und Bildungsreformerin. Sie gründete 1885 das St. Hilda’s College in Cheltenham und unterstützte 1893 die Gründung der St. Hilda’s Hall (später das St Hilda’s College) in Oxford.

## Leben und Werk
Beale wurde als viertes von elf Kindern des Chirurgen Miles Beale und seiner Ehefrau Dorothea Margaret Complin geboren. Sie wurde bis zum Alter von 13 Jahren teilweise zu Hause und teilweise an einer Schule in Stratford (London) ausgebildet. Anschließend besuchte sie Vorlesungen am Gresham College und an der Crosby Hall Literary Institution. 1847 besuchten sie mit zwei älteren Schwestern eine Schule für englische Mädchen in Paris, bis die Schule 1848 geschlossen wurde. Nachdem ihre Ausbildung nun als abgeschlossen angesehen wurde, kehrte sie nach Hause zurück, um ihren jüngeren Brüdern bei der Schule zu helfen, schrieb sich jedoch bald als Schülerin des Queen’s College ein. Sie gehörte damals mit ihren Schwestern sowie Frances Buss und Adelaide Procter zu den ersten Studentinnen des am 1848 neu eröffneten Queen’s College in der Harley Street in London. Sie und ihre Schwestern besuchten so viele Vorlesungen wie möglich und innerhalb eines Jahres wurde sie zur First-Lady-Mathematiklehrerin am Queen’s College ernannt und 1854 wurde sie Schulleiterin an der dem College angeschlossenen Schule. In den Ferien besuchte sie Schulen in der Schweiz und in Deutschland, wo sie 1856 in der Diakonissenanstalt in Kaiserswerth Elizabeth Ferard kennenlernte. Im selben Jahr veröffentlichte sie anonym eine kleine Broschüre, in der sie dieses Haus bewarb. Ende 1856 verließ sie das Queen’s College, unzufrieden mit dessen Verwaltung, und wurde im Januar 1857 Leiterin der Clergy Daughters’ School in Casterton, Westmorland. Dort führte ihr Drängen auf die Notwendigkeit von Reformen zu ihrem Rücktritt im folgenden Dezember. Auf der Suche nach neuer Arbeit unterrichtete sie Mathematik und Latein an Miss Elwalls Schule in Barnes (London) und schrieb ein Lehrbuch für Englisch und allgemeine Geschichte. Das Cheltenham College for Boys wurde 1841 gegründet und 1853 beschlossen der Schulleiter, der stellvertretende Schulleiter und vier weitere Herren, die alle Töchter hatten, eine ähnliche Einrichtung für Mädchen zu schaffen. 1854 versammelten sich die ersten 82 Schülerinnen unter der ersten Schulleiterin Annie Procter. Nach dem Rücktritt von Miss Procter vier Jahre später wurde Beale zur Schulleiterin ernannt, nachdem sie gerade ihr „Lehrbuch für Englisch und allgemeine Geschichte“ fertiggestellt hatte. Sie wurde aus fünfzig Kandidatinnen ausgewählt und widmete sich die nächsten achtundvierzig Jahre der Entwicklung des Cheltenham Ladies’ College, das zum Zeitpunkt ihres Todes 1906 zu einer weltweit bekannten Gemeinschaft von etwa 1.000 Schülern herangewachsen war und eines der ersten Colleges, das Kurse zur Ausbildung von Sekundarschullehrern anbot. 1880 wurde das College als eigenständiges Unternehmen gegründet und hatte 500 Studentinnen. 1864 wurden ihre Erfolge als Schulleiterin bereits anerkannt. 1865 berichtete sie vor der Stiftungskommission und ihre 1868 veröffentlichten Belege gaben der Ausbildung von Mädchen in England einen starken Impuls. 1869 veröffentlichte sie mit einem Vorwort die Berichte der Kommissare über die Bildung von Mädchen, die eine bemerkenswerte Darstellung des niedrigen Durchschnittsstandards des Unterrichts an Mädchen-Sekundarschulen vor 1870 aufzeigte. Beale erkannte, dass das Fehlen der Mittel zur Ausbildung von Lehrern ein Haupthindernis für Verbesserungen war. Sie erreichte, dass das erste Ausbildungscollege des Landes, das St. Hilda’s College in Cheltenham gebaut und 1885 eröffnet wurde. Um Lehrern in Ausbildung die Möglichkeit eines Jahres in Oxford zu geben, kaufte sie 1892 das Cowley House in Oxford, das 1893 als St. Hildas Wohnheim für Frauen eröffnet wurde. 1876 gründete sie eine Kindergartenklasse in Cheltenham und bald darauf folgte eine Abteilung für die Ausbildung von Kindergärtnerinnen, die ein wesentlicher Bestandteil der College-Arbeit wurde.

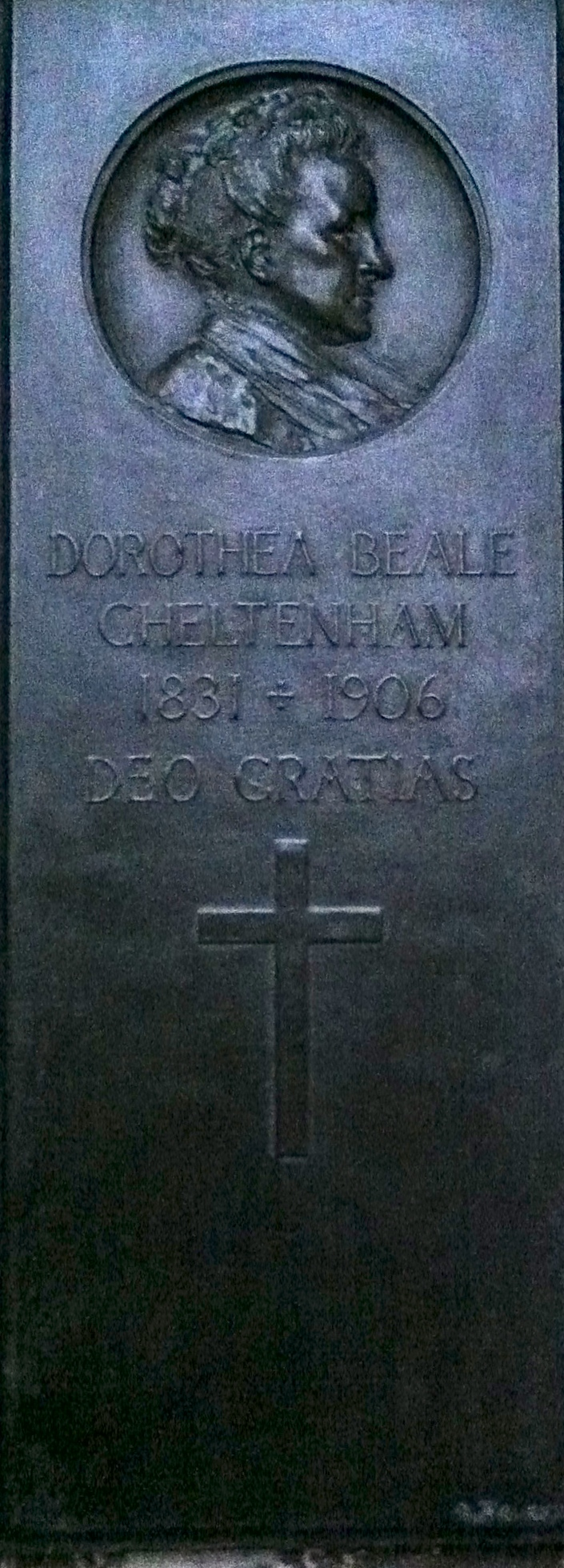
Denkmal für Dorothea Beale in der Kathedrale von Gloucester

1880 gründete sie das Cheltenham Ladies’ College Magazine und blieb bis zu ihrem Tod dessen Herausgeberin, hauptsächlich um eine Verbindung zwischen früheren und gegenwärtigen Schülern herzustellen. Mit dem gleichen Ziel gründete sie 1884 „The Guild of the Ladies“ Cheltenham College, das bis 1912 2500 Mitglieder zählte. Sie war 1874 Gründungsmitglied der Association of Head Mistresses gewesen, von 1895 bis 1897 deren Präsidentin, sowie Mitglied zahlreicher Bildungsgesellschaften. 1894 berichtete sie vor der Royal Commission on Secondary Education, deren Vorsitzender James Bryce, 1. Viscount Bryce war. In Zusammenarbeit mit Lucy H. M. Soulsby und Jane Francis Dove vertrat sie ihre neuen Ansichten über die Ausbildung von Mädchen an Mädchenschulen. Als Vizepräsidentin der Kensington Society identifizierte sie sich mit der Bewegung für das Frauenwahlrecht. Ihre Aktivitäten blieben in ihren späteren Jahren trotz ihrer Taubheit und Anzeichen von Krebs, die sich 1900 bemerkbar machten, unbeeinträchtigt. 1901 wurde ihr die Ehrenfreiheit (Freedom of the City) des Bezirks Cheltenham für ihre Arbeit am Ladies’ College verliehen. 1902 verlieh ihr die University of Edinburgh einen Ehrendoktor (L.L.D.) der University of Edinburgh. Bis zu diesem Zeitpunkt war die Entomologin Eleanor Anne Ormerod die einzige Frau gewesen, die diesen Ehrentitel 1899 erhalten hatte. Beale starb am 9. November 1906 nach einer Krebsoperation in einem Pflegeheim.